# Studebaker Lark

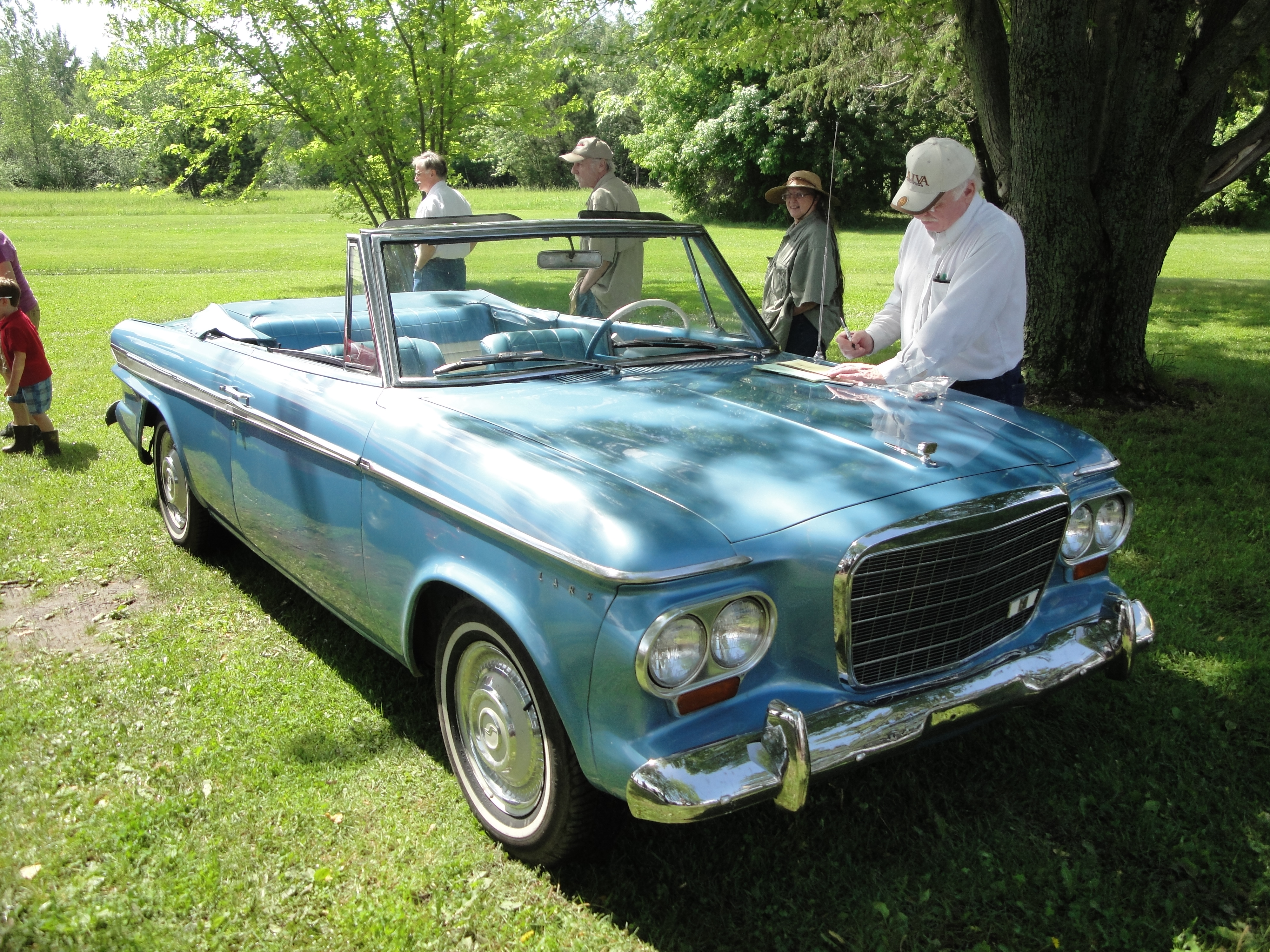
Studebaker Lark Custom Cabriolet (1963)

Der Studebaker Lark war ein „kompakter“ PKW, den die Studebaker-Packard Corporation von 1959 bis 1962 herstellte. In den Jahren 1963 und 1964 führte die wieder umbenannte Studebaker Corporation die Produktion fort. Darüber hinaus wurde das Modell in den Jahren 1959 bis 1966 auch von der kanadischen Niederlassung Studebaker of Canada Ltd. gebaut. Der Lark und seine Derivate waren die am häufigsten gefertigte Modellreihe von Studebaker, das 1952 seinen 100. Geburtstag feierte und 1966 die Produktion einstellte. Als der Lark entworfen wurde, kooperierte die Studebaker-Packard Corporation mit der Curtiss-Wright Aircraft Company.

## Entwicklung
Der Studebaker Lark nutzte im Grunde den Aufbau und die Karosserie der größeren Studebaker-Modelle der Jahre 1953–1958. Der Wagen wurde zum Kompaktwagen durch die Reduktion des vorderen und hinteren Überhangs und die Verringerung des Radstandes. Man hoffte, dass dieses Modell, das im Herbst 1958 als Modell 1959 erschien, Amerikas ältesten Fahrzeughersteller retten würde, ebenso wie dies der Studebaker Champion in den Jahren vor dem Zweiten Weltkrieg getan hatte. Es gab zwei Serien von Larks: Der Lark VI und der Lark VIII, was jeweils den Motorentyp anzeigte. Beide Serien gab es in den Ausstattungslinien Standard und Regal.

## 1959–1961
Die Verkaufszahlen der 1959er- und 1960er-Modelle waren recht ordentlich, da Studebaker mit einigen Händlern der „Großen Drei“ (General Motors, Ford Motor Company und Chrysler Corporation), die noch keine Kompaktwagen anbieten konnten, Vereinbarungen über „Doppelvertretungen“ getroffen hatte. Dieses Programm warf 1961 Studebaker entscheidend zurück, als alle wichtigen Hersteller selbst Kompaktwagen anboten und ihre Händler zur Rückgabe der Studebaker-Vertretungen zwangen.
Anfangs wurden 2- und 4-türige Limousinen, ein 2-türiges Hardtop-Coupé und ein 3-türiger Kombi angeboten. Ab 1960 gab es auch ein nett gezeichnetes Cabriolet (das erste bei Studebaker seit 1952) und einen 5-türigen Kombi. 1961 wurde eine neue 4-türige Limousine, der Cruiser, eingeführt, der einen um 115 mm längeren Radstand hatte (2870 mm gegenüber 2755 mm), was eher an die Studebaker mit langem Radstand wie den Land Cruiser der späten 1940er- und frühen 1950er-Jahre erinnerte. Ein Stoffklappdach – Skytop genannt – war für alle Limousinen und das Hardtop-Coupé erhältlich.
1959 und 1960 gab es den Lark entweder mit dem Reihensechszylinder mit stehenden Ventilen (L-Head) und 2785 cm³ Hubraum oder mit dem V8 mit 4244 cm³ Hubraum. Ab 1961 gab es auf Wunsch auch einen V8-Motor mit 4736 cm³ Hubraum der Modellreihe Hawk, und ab 1963 wurden auch die Hochleistungs-„Serie R“-Motoren – einige sogar mit Paxton-Kompressoren ausgestattet, die dann bis zu 335 bhp (246 kW) lieferten – eingebaut.
Trotz einiger Konstruktionsverbesserungen, wie neues Ansaugsystem, einem obengesteuerten Sechszylinder, erneuerte Lenkungssysteme und geringfügige Stylingänderungen, fielen die Verkaufszahlen des Lark 1961 zusehends, weil die größeren US-Automobilhersteller ihre eigenen, schlanken Kompaktwagen anboten, die mit mehr modernen Details aufwarten konnten als der trotz bester Bemühungen Studebakers alternde Lark.

## 1962–1964
Um dem Trend der Verkaufszahlen nach unten entgegenzuwirken, wurde der Aufbau des Lark in einer entscheidenden, aber kostengünstigen Überarbeitung 1962 von Brooks Stevens verlängert und sein Innenraum modernisiert. Studebaker war mit Daimler-Benz 1957 eine Vertriebskooperation eingegangen, und der neue Kühlergrill des Studebaker sollte dem der Mercedes-Benz-Modelle ähnlich sehen. Die Geschäftsleitung von Studebaker war offensichtlich sehr angetan von den Änderungen, die Stevens veranlasste. Sie konnte gar nicht glauben, dass er dies mit so wenig Geld zu Wege gebracht hatte.
Zusätzlich zum neuen Styling folgte Studebaker dem Schalensitz-und-Konsolen-Wahnsinn der frühen 1960er-Jahre und führte die Ausstattungsvariante Daytona ein. Nachdem der Cruiser die bestausgestattete Limousine 1961 geworden war, ersetzte der Daytona die Ausstattungslinie Regal bei Coupé und Cabriolet als beste Ausstattung, wobei die Ausstattungslinie Regal noch für ein weiteres Jahr lieferbar war.
Sofort nach Stevens’ Umgestaltung stiegen die Verkaufszahlen wieder an; hätte es den Streik der United Auto Workers (Gewerkschaft) Anfang 1962 im Studebaker-Werk South Bend nicht gegeben, so hätte die Gesellschaft leicht über 100.000 neue Autos in diesem Jahr verkaufen können. So aber waren es über 90.000, deutlich mehr als 1961.
1963 verschwand die überholte Panorama-Windschutzscheibe des Lark und der Aufbau wurde durch dünnere Tür- und Dachsäulen leichter, was den Wagen sogar moderner aussehen ließ. Studebaker führte auch den neuen Wagonaire mit Schiebedach ein, der ebenfalls von Stevens entworfen wurde, und zum ersten Mal seit seiner Einführung 1961 hieß der Cruiser nicht mehr Lark, obwohl er noch einer war, aber mit mehr Luxusausstattung als die regulären Modelle.
1963 wurde die Daytona-Linie ausgeweitet, indem der neue Wagonaire zu den weiterhin angebotenen Cabriolet- und Hardtopversionen dazukam. Die ehemals beste Ausstattungslinie Regal ersetzte die Deluxe-Ausstattung der Jahre 1959–1962 und der Custom wurde nun die beste Ausstattungslinie. Die Custom-Modelle hatte eine Dekoration der Fahrzeugseiten, wie der Daytona von 1962, während Daytona und Cruiser neue Dekorationen erhielten, die als dünner Streifen an den vorderen Kotflügeln begannen, nach hinten hin breiter wurden und den Schriftzug „Daytona“ oder „Cruiser“ einschlossen.
Mitte 1963 führte Studebaker die Standard-Serie ein, eine vollkommen schmucklose Ausstattungslinie des Lark in der Art des Scotsman von 1957 / 1958. Obwohl er – wie der Cruiser – ein Lark war, hatte keine Lark-Schriftzüge, sondern nur den Namen „Studebaker“ an den vorderen Kotflügeln. Außerdem hatte der Standard – gemäß seinem bescheidenen Image – keine Verzierungen an den Fahrzeugseiten. Der Standard war ein günstiges Angebot und hauptsächlich für große Fahrzeugflotten gedacht; die 2-türige Limousine kostete 1935 USD. Insbesondere im Vergleich mit anderen Kompaktwagen war er preisgünstig.
Die bescheidenen Änderungen, die Studebaker als Fortsetzung der Verbesserungen des Vorjahres sah, genügten den Käufern nicht. Dies brachte wieder niedrigere Verkaufszahlen, diesmal ca. 77.000 Stück.
So erlaubte die Geschäftsleitung Stevens größere (aber immer noch preisgünstige) Veränderungen für das Modelljahr 1964. Das neue Erscheinungsbild fiel mit dem Wegfall des Namens Lark zusammen. Der Standard von 1963 wurde zum Challenger, die Linien Regal und Custom zum Commander, der Daytona war auch als 4-türige Limousine zu bekommen, und den Cruiser gab es weiterhin. Alle außer dem Cruiser hatten einen Wagonaire.
Der Kühlergrill in Mercedes-Art der Modelle 1962/1963 wurde durch einen gepressten Aluminiumgrill über die gesamte Fahrzeugbreite ersetzt, der rechteckige Umrandungen der Hauptscheinwerfer besaß. Stevens machte Motorhaube, Dach und Kofferraumhaube flacher und überarbeitete das Heckblech, sodass es nun horizontale Rücklichter und Rückfahrscheinwerfer aufnahm, wobei die 1962 eingeführten, immer noch zum neuen Aussehen passenden Kotflügel beibehalten wurden, was die Kosten für neue Werkzeuge entscheidend senkte.

## Die letzten Studebaker aus den USA
Studebaker versuchte die 1964er-Modelle als leistungsfähig darzustellen und schickte einige nach Bonneville Flats, um neue Geschwindigkeitsrekorde für Serienfahrzeuge aufzustellen. Gene Booth, Herausgeber des Magazins Car Life, ging nach South Bend und half mit, ein Daytona Hardtop-Coupé zu bauen, das die Zeitschrift später testete. Dieser Wagen war der einzige, der ab Werk mit der aufpreispflichtigen Dual-Quad-„R4“-Maschine mit 4989 cm³ Hubraum ausgestattet war.
Trotz aller Bemühungen wurde schnell sichtbar, dass nichts die Verkaufszahlen von Studebaker aus dem Keller bringen konnte, weder irgendeine Stylingänderung noch die Einführung neuer Modelle, wie die des Wagonaire 1963. Auch die Einführung der Hochleistungsmotoren der „R-Serie“ und Leistungspakete (nach Art des Studebaker Avanti), die mit der Hilfe von „Mr. Indy 500“ Andy Granatelli entwickelt wurden, der Studebakers Paxton- und STP-Abteilungen vorstand, schaffte dies nicht.
Im Herbst 1963 entschied die Geschäftsleitung, nachdem auch die 1964er-Modelle kein allzu großes Kundeninteresse erwecken konnten, dass man sich schließlich aus dem Automobilgeschäft verabschieden wollte. Dies sollte aber langsam und methodisch geschehen, damit die Gesellschaft sich nicht Schadenersatzklagen von verärgerten Händlern gegenübersehen würde.
Am 9. Dezember 1963 wurde die Schließung der Fabrik in South Bend (Indiana) verkündet, und der letzte Wagen in der Bauart des Lark, ein bordeauxroter 1964er Daytona, der an einen Händler in Pennsylvania gehen sollte, verließ das Montageband am 20. Dezember 1963.

## Fertigung in Kanada 1964–1966

### 1964–1965

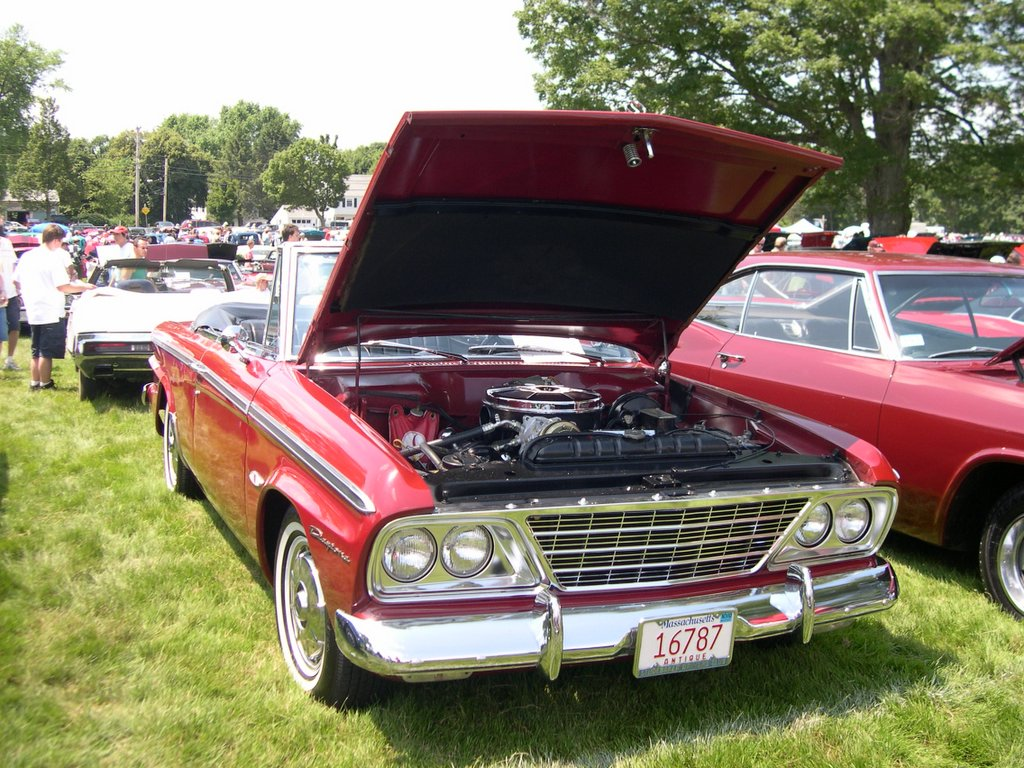
Studebaker Daytona Cabriolet aus kanadischer Produktion (1965)

Nach der Schließung des Werkes in South Bend wurde die Fertigung im kanadischen Werk in Hamilton (Ontario) fortgesetzt. Die Motoren für die späten 1964er-Modelle kamen noch aus der Fabrik in South Bend, bis die Verträge mit der United Auto Workers (Gewerkschaft) abgelaufen waren.
Die 1964er-Modelle aus kanadischer Fertigung unterschieden sich nicht sehr denen aus South Bend; die gesamte Challenger-Serie jedoch wurde eingestellt. Sechszylindermodelle des Daytona, die es in den USA nicht gegeben hatte (aber in Kanada), wurden dem neuen Angebot für die USA hinzugefügt. Ein weiteres neues Modell war der Commander Special, der den mittelmäßig ausgestatteten Commander-Aufbau mit der sportlichen Innenausstattung des Daytona kombinierte. Er war preisgünstig und daher in bescheidenem Umfang auch populär und diente so als Basis für ein 1965er-Modell.
Als die Gießerei in South Bend im Mai 1964 ihre Pforten schloss, weil der Vertrag mit der Gewerkschaft abgelaufen war, musste Studebaker sich nach einem neuen Motorenlieferanten umsehen. Die kleine Ingenieursabteilung prüfte sorgfältig Angebote von GM und Ford. Der GM-Motor erwies sich als geeignet, und so orderte Studebaker Motoren (zu einem höheren Preis als vorher aus South Bend) aus den kanadischen Werken von GM. Es waren dies der McKinnon-Sechszylinder auf Chevrolet-Basis mit 3179 cm³ und der V8 mit 4638 cm³.
Interessanterweise entschied sich Studebaker, obwohl sie schon die Motoren von GM bezog, nicht für GM-Getriebe; stattdessen kaufte man sie, wie schon lange Zeit vorher, bei BorgWarner. Mit nur kleinen Änderungen zur Anpassung an die McKinnon-Triebwerke blieb die bekannte und erprobte Studebaker-Mechanik, wie Overdrive, Anfahrhilfe am Berg und Flight-O-Matic-Automatikgetriebe, im Angebot.
Die Studebaker-Modellpalette änderte sich 1965 nur geringfügig: Der Commander wurde als 2- und 4-türige Limousine und als Wagonaire angeboten. Die 4-türige Cruiser-Limousine war ebenso verfügbar wie der der Daytona Wagonaire. Cabriolet, Hardtop-Coupé und die 4-türige Limousine des Daytona wurden allerdings eingestellt. Neben dem Wagonaire gab es nur noch die 2-türige Sportlimousine mit Vinyldach, der vom 1964er-Commander Special abgeleitet war, als 1965er-Daytona. Alle Modelle wurden mit wenigen Änderungen wie 1964 ausgestattet; nur der Commander bekam rechteckige Hauptscheinwerfer anstatt der Doppelscheinwerfer des Vorjahres.
Die Verkaufszahlen aber fielen weiter; weniger als 20.000 Studebaker wurden 1965 hergestellt. Einige Leute führten dies darauf zurück, dass die kanadischen Werke nicht jedes Jahr das Styling änderten (das funktionierte wohl bei Volkswagen, aber nicht bei Studebaker, die auf eine lange Tradition jährlicher Stylingänderungen zurückblicken konnten). Andere Leute – einschließlich vieler Studebaker-Enthusiasten – hatten das Gefühl, dass die kanadischen Studebaker mit GM-Motor einfach keine richtigen Studebaker mehr waren. Der Name „Chevybaker“ machte die Runde und erinnerte an den Schandnamen „Packardbaker“ der Jahre 1957/1958.

### 1966
Die 1966er Studebaker, denen die Werbung einen „Smart New Look“ attestierte, waren leicht überarbeitete 1965er-Modelle, entgegen der ursprünglichen Politik, auf jährliche Änderungen zu verzichten. Die Wagen hatten einen neuen, modischen Kühlergrill, einzelne Hauptscheinwerfer, überarbeitete, vereinfachte Dekorationen an den Fahrzeugseiten, eine luxuriöse neue Innenausstattung (auch der einfachste Commander) und andere Verbesserungen. Sogar das berühmte „Hawk“-Logo erschien wieder aus der Versenkung und war auf Radkappen und am Kühlergrill sowie an den vorderen Kotflügeln zu sehen. Die Überarbeitung, die augenscheinlich von Brooks Stevens begonnen wurde, führte das Detroiter Designbüro Marcks, Hazelquist and Powers zu Ende.
Bob Marcks, der später als Designer bei Chrysler arbeitete, kommentierte in einem Interview 1970, dass die generelle Meinung sowohl der Geschäftsleitung als auch des Designbüros war, dass die Autos von Studebaker das Image größerer Autos bräuchten. Um dies trotz des begrenzten Budgets von Studebaker zu bewerkstelligen, wählte das Designbüro Farben und Polstermaterial, die denen der Cadillac- und Lincoln-Modelle vergleichbar war anstatt solchen, die man bei billigeren Autos erwarten würde. Die geschmackvolle Polsterung aus Nylonbrokat mit Vinylausstattung in Kontrastfarben, die im Cruiser Serie war, zeigt diese Philosophie besonders.
Studebakers letzte mechanische Innovation, die „Refreshaire“-Zwangsbelüftung des Innenraums mit Abluftventilatoren in den Rücklichtern, erschien erstmals in den 1966er-Modellen. Das Refreshaire-System machte das Öffnen der Dreiecksfenster in den vorderen Türen vollkommen überflüssig. Der Cruiser, der seit seinem Erscheinen 1961 mit Dreiecksfenstern zur Lüftung in den hinteren Türen ausgestattet war, büßte diese Ausstattung mit der Einführung des Refreshaire-Systems ein.
Unter der Motorhaube gab es den größeren Sechszylinder mit 3769 cm³ Hubraum als Sonderausstattung, zuerst allerdings nur für Modelle mit Automatikgetriebe. Später gab es diesen Motor allerdings mit allen drei Getriebearten.
Die einzige Änderung in der 1966er-Modellpalette war, dass der Wagonaire nun ein eigenes Modell war und nicht mehr eine Form des Commander oder Daytona. Der Kombi trug an den vorderen Kotflügeln Studebaker-Schriftzüge und hatte die Außenausstattung und den Kühlergrill des Commander, aber die Innenausstattung des Daytona. Die Hardtop-Variante war nach einem Jahr Pause wieder verfügbar und die dritte Sitzreihe war nicht mehr lieferbar.
Alle anderen Modelle, der Commander, der Daytona und der Cruiser, erfuhren keine Veränderung. Der Commander allerdings erhielt im Januar 1966 einige zusätzliche Serienausstattung wie Klimaanlage, Scheibenwaschanlage und einiges andere.
Trotz Stylingänderung, fortschrittlicherer Mechanik und erweiterter Grundausstattung fielen die Verkaufszahlen zusehends, sogar gegenüber den schlechten Zahlen von 1965. Überraschenderweise erzielte das Werk im Hamilton trotz des geringen Ausstoßes einen kleinen Profit, da sein Präsident, Gordon Grundy, wo immer möglich, Kosten einsparte, um die Gewinnschwelle so früh wie möglich zu erreichen.
Dennoch konnten die Bemühungen von Grundy die Geschäftsleitung nicht überzeugen. Die meisten Mitglieder sahen in der Schließung des Werkes in South Bend den ersten Schritt zum kompletten Ausstieg aus dem Automobilgeschäft, aber offensichtlich informierten sie Gordon Grundy nicht darüber. Grundy, der mit seiner kleinen Mannschaft und Marcks, Hazelquist and Powers am Facelift für die 1967er-Modelle gearbeitet hatte, wandte sich Anfang 1966 an die Geschäftsleitung mit der Bitte um eine Investition von weniger als 300.000 USD für neue Werkzeuge (eine lächerliche Summe im Vergleich zu anderen Automobilherstellern). Zu seiner großen Enttäuschung teilte man ihm mit, dass es 1967 keine Automobilproduktion mehr geben werde. Anschließend bemühte man sich, das Werk Hamilton so schnell wie möglich zu schließen. Der letzte Studebaker, eine 4-türige Limousine des Timberline Turquoise Cruiser, wurde am 17. März 1966 fertiggestellt. Dies war der letzte von nur 8935 (einige Quellen sagen auch 8947) Studebaker, die 1966 gebaut wurden.

## Die letzten Lark gibt es noch
Sowohl das letzte in South Bend gefertigte Auto als auch der letzte kanadische Wagen existieren noch und sind im Studebaker National Museum in South Bend (Indiana) ausgestellt.
Den letzten in den USA gebauten Studebaker, den oben erwähnten bordeauxroten Hardtop von 1964, behielt die Gesellschaft und lieferte ihn nicht mehr an den Händler in Pennsylvania aus, der ihn bestellt hatte. Dieser Wagen gilt als der letzte „neue“ Studebaker, da er nur 30 Meilen auf seinem Wegstreckenzähler hat.
Der letzte kanadische Studebaker, ein 1966er Cruiser, wurde einige tausend Meilen von einem Angestellten der Firma gefahren (die Aufzeichnungen zeigen, dass er für das Ersatzteilzentrum in South Bend gebaut wurde). Er wurde dann ins Werksmuseum gebracht und im Zustand 1 restauriert.

## Die „Lark-ähnlichen“ und andere Trivia
- Obwohl Studebaker den Namen Lark 1964 fallen ließ, zählen Sammler und Enthusiasten alle von 1964 bis 1966 gefertigten Studebaker zu den „Lark-ähnlichen“, da die Wagen trotz der Namensänderung den von 1959 bis 1963 gefertigten Lark ähnlich sehen.
- Von 1959 bis 1961 hießen die Sechszylindermodelle des Lark „Lark VI“, während die Wagen mit V8-Motoren „Lark VIII“ genannt wurden. Neulinge im Studebaker-Hobby nennen diese Modelle manchmal fälschlicherweise „Mark VI“, bzw. „Mark VIII“. Dies ist falsch; es gibt nur Lincoln-Modelle dieses Namens.
- Die Karosserien der frühen 4-türigen Lark-Limousinen verwendete man für die Führerhäuser des Studebaker Champ Pickup, das letzte vollkommen neue Lastwagenmodell von Studebaker. Man konstruierte eine neue Rückwand für die Fahrerkabine, neue vordere Türen, ein neues Armaturenbrett und eine neue Schnauze, die alle den entsprechenden Teilen des PKW sehr ähnlich sahen. Der Champ erhielt einen eher LKW-ähnlichen Kühlergrill, aber sonst gleichen sich alle Champ von 1960 bis 1964 und die Karosserien der 1959er- und 1960er-Lark auffällig. Einige Champ für den Export wurden tatsächlich auf dem verlängerten Fahrgestell des Cruiser gebaut anstatt auf einem eigenen LKW-Fahrgestell. Von diesen hat keiner überlebt, aber sie wurden ja nicht in den USA ausgeliefert, sondern im Ausland.
- 1959 bis 1965 gab es eine dritte, nach hinten gerichtete Sitzreihe für die Kombis. Fahrzeuge mit dieser Einrichtung hatten kein Reserverad. Stattdessen wurden sie mit Reifen mit Notlaufeigenschaften unter dem Namen „Captive-Air“ ausgeliefert, mit denen man auch nach einer Reifenpanne weiterfahren konnte.